# 岡村明奈
岡村 明奈（おかむら あきな、1986年12月26日 - ）は、日本の元タレント、元アイドルである。prediaの元メンバー。アコースティックグループもちとちーずのリーダー（キーボード担当）。山口県出身。プラチナムプロダクションに所属していた。愛称はあっきー。

## 略歴
高校を卒業し、インテリアの専門学校を卒業後、福岡で土地家屋調査士の仕事をしていた。（社名が自分の苗字と同じ会社に入社する。）
そこでは１年ほど働いており、この頃、モデルの仕事もしていた。
2009年にモデルの仕事の方が楽しくなり、土地家屋調査士をやめて福岡から東京へ上京した。
東京にきてから、レースクイーンの仕事していた。レースクイーン時代のファンが今も応援してくれている。
2010年、アイドルグループ『predia』（プレディア）のメンバーとなる。
2013年1月24日、タカラトミーのジェンガイメージガール「ジェンガール」に選出される。
2013年12月、prediaのメンバーである湊あかね、村上瑠美奈、BAND-MAIDのメンバーである遠乃歌波、廣瀬茜の5人でアコースティックグループもちとちーずを結成、活動を開始。
2014年8月6日、prediaメンバーとして「壊れた愛の果てに」で日本クラウンよりメジャーCDデビュー
2018年12月、以前からの体調が優れず治療に専念するため、翌年2月に行われるツアーファイナルをもってprediaを卒業することを発表。卒業後は治療に専念しつつ、動物関係の仕事に関わりたいと明かした。
2019年2月、predia tour THE ONE ファイナルライブをもってprediaを卒業。同時に事務所のプラチナムプロダクションを退所。

## 人物
山口県出身、アイドルグループprediaの元最年長メンバー。グループ内ユニット「サーティーズ」元メンバー。
predia一の犬好きとして知られ、アニマルアロマアドバイザーの資格も取得している。
特技：犬と喋れる
資格：トリマーの勉強中
好きなアーティストとして、TWICEが大好きでファンクラブに入っている。サナちゃん推しである。

## 作品

### predia
シングル
- Dia Love（2011年1月26日、JRRC-1023）- EAN 4562232210603。
- Dream Of Love（2011年7月20日、JRRC-1027/8）- EAN 4562232210627。
- ハニーB（2011年11月23日、JRRC-1032/3）- EAN 4562232210641。
- Hey Now!!（2013年8月27日、PPRC-0002）- EAN 4582417835339。
- Crazy Cat（2013年4月17日、PSMC-0007）- EAN 4582414480037。
- 壊れた愛の果てに（2014年8月6日、CRCP-10315/7）- EAN 4988007260428。
- 美しき孤独たち（2014年12月17日、CRCP-10337/9）- EAN 4988007266277。
- 満たしてアモーレ（2015年8月26日、CRCP-10344/6）- EAN 4988007271462。
- 刹那の夜の中で（2016年1月27日、CRCP-10352/4）- EAN 4988007273114。
- 禁断のマスカレード（2017年1月25日、CRCP-10368/70）- EAN 4988007277907。
- ヌーベルキュイジーヌ（2017年6月21日、CRCP-10373/5）- EAN 4988007279536。
- Ms.Frontier（2017年10月25日、CRCP-10383/5）- EAN 4988007280792。
- カーテンコール（2018年8月22日、CRCP-10410）

アルバム
- Invitation（2012年3月28日、PSMC-0001/2）- EAN 4522197115450。
- Escort me?（2012年12月12日、PSMC-0005/6）- EAN 4582414480013。
- Best of predia 2010-2013 〜Reception〜（2014年4月9日、PPRC-0008）- EAN 4580448950069。
- 孤高のダリアにくちづけを（2015年2月18日、CRCP-40395/6）- EAN 4988007267939。
- 白夜のヴィオラにいだかれて（2016年6月22日、CRCP-40462/3）- EAN 4988007274623。
- ファビュラス（2018年2月14日、CRCP-40548/9）- EAN 4988007282215。

映像作品
- predia LIVE DVD SHIBUYA-AX PARTY ON MAY 3, 2013（2013年10月7日、PPRC-0003）- EAN 4580448950014。

### もちとちーず
シングル
- あめハレ。/あなたと。（2015年9月30日、PPRC-0013） - EAN 4580448950137。

## 出演

### テレビ
- ジェンガの達人! ジェンガール（2014年8月2日 - 、千葉テレビ放送）
- オムニボットの挑戦!!（2015年10月3日 - 2015年12月26日 、2016年4月 -、チバテレ｜tvk｜テレビ埼玉）

### ラジオ
- ジェンガでナイト!（2014年4月11日 - 2015年9月25日、超!A&G+）
- オムニボット ナイト! （2015年10月2日 - 2016年9月30日、超!A&G+）
- 小島よしお☆爆・笑太郎のギャグモーニング!（2016年7月2日 - 2016年12月31日、文化放送）
- 小島よしお・オムニボットのおしゃべりモーニング!（2017年1月7日 - 2017年4月1日、文化放送）